# Focke-Wulf A 40
Die Focke-Wulf A 40 war ein deutsches Aufklärungsflugzeug der Focke-Wulf-Flugzeugbau AG in Bremen. Später wurde es im Zuge der Einführung des die Konstruktionen von Focke-Wulf bezeichnenden Kürzels als Fw 40 betitelt.

## Geschichte
Die A 40 wurde aufgrund einer Ausschreibung für einen Nahaufklärer von Paul Klages als Weiterentwicklung der S 39 in Konkurrenz zur Heinkel He 46 entworfen. Der als abgestrebter Hochdecker konzipierte Prototyp mit starrem Fahrwerk und der Werknummer 99 wurde als D–1908 für die Erprobungsstelle des Reichsverbands der Deutschen Luftfahrtindustrie in Berlin-Staaken registriert und dort ab dem 30. Januar 1933 getestet. Da die He 46 bessere Leistungsparameter aufwies, blieb es bei diesem einen Exemplar. Die A 40 wurde anschließend vom Reichsamt für Flugsicherung und ab 1934 auch von dessen Nachfolger, dem Reichsamt für Wetterdienst, als Wetterflugzeug verwendet und erhielt im gleichen Jahr aufgrund der Umstellung des deutschen Kennzeichnungssystems das Kennzeichen D–IJEF. Der unverkleidete Jupiter-Antrieb mit hölzernem Zweiblattpropeller wurde später durch einen Sh 22 von Siemens & Halske mit NACA-Haube und Dreiblattluftschraube ersetzt. Am 16. September 1938 wurde die A 40 außer Dienst gestellt.

## Konstruktion
Die A 40 ist ein abgestrebter Hochdecker in Gemischtbauweise mit einem stoffbespannten Rumpf aus verschweißten Stahlrohren und gepfeilten, zweiholmigen Tragflächen aus Holz. Das Höhenleitwerk ist vor dem Seitenruder auf den Rumpf aufgesetzt und mit je einer I-Strebe an dessen Seiten abgestützt. Das starre Hauptfahrwerk besitzt keine durchgehende Achse und aerodynamisch verkleidete Räder, die durch V-Streben, die vorderen beiden davon gefedert, mit dem Rumpf verbunden sind. Am Heck befindet sich ein Schleifsporn.

## Technische Daten
| Kenngröße             | Daten                                                                                       |
| --------------------- | ------------------------------------------------------------------------------------------- |
| Besatzung             | 2                                                                                           |
| Länge                 | 9,50 m                                                                                      |
| Spannweite            | 14,00 m                                                                                     |
| Höhe                  | 3,50 m                                                                                      |
| Flügelfläche          | 32,00 m²                                                                                    |
| Flügelstreckung       | 6,1                                                                                         |
| Leermasse             | 1450 kg                                                                                     |
| Rüstmasse             | 1785 kg                                                                                     |
| Zuladung              | 490 kg                                                                                      |
| Startmasse            | 2275 kg                                                                                     |
| Leistungsbelastung    | 4,3 kg/PS                                                                                   |
| Antrieb               | ein luftgekühlter Neunzylinder-Sternmotor Siemens & Halske „Jupiter IV“ mit 510 PS (375 kW) |
| Höchstgeschwindigkeit | 250 km/h                                                                                    |
| Marschgeschwindigkeit | 230 km/h                                                                                    |
| Landegeschwindigkeit  | 90 km/h                                                                                     |
| Steigzeit             | 22,0 min auf 4000 m Höhe                                                                    |
| Dienstgipfelhöhe      | 5500 m                                                                                      |
| Reichweite            | 750 km                                                                                      |
| Bewaffnung            | ein leichtes MG für den Beobachter                                                          |